# Claudio Quinteros
Pour les articles homonymes, voir Quinteros.
Claudio Quinteros Maíz, né le 23 avril 1970 à Buenos Aires et mort le 8 octobre 2013  dans la même ville, est un acteur de télévision, cinéma et théâtre argentin.

## Filmographie

### Cinéma
- 1995 : Tres tristes tigres
- 1996 : ¡Ratas!
- 2000 : Teodelina km 341
- 2006 : Mientras tanto
- 2013 : El último verano de la Boyita

### Télévision
- 1992 : El precio del poder
- 1993 : Cartas de amor en cassette, avec Miguel Ángel Solá
- 2003 : Resistiré
- 2004 : El deseo, avec Natalia Oreiro
- 2008 : Algo habrán hecho por la historia argentina, avec Felipe Pigna
- 2013 : Historias de diván (épisode "La revelación de Víctor"), avec Jorge Marrale

## Théâtre
- El zoo de cristal, avec Claudia Lapacó, Laura Novoa et Facundo Ramírez
- La Venus de las pieles.
- El legado de Caín, avec Nayla Pose, Anabella Bacigalupo et Marcela Mella
- Nuestros padres
- Espía a una mujer que mata
- Panorama desde el puente, avec Pablo Alarcón
- Hombre y superhombre
- Macbeth